# Drets civils

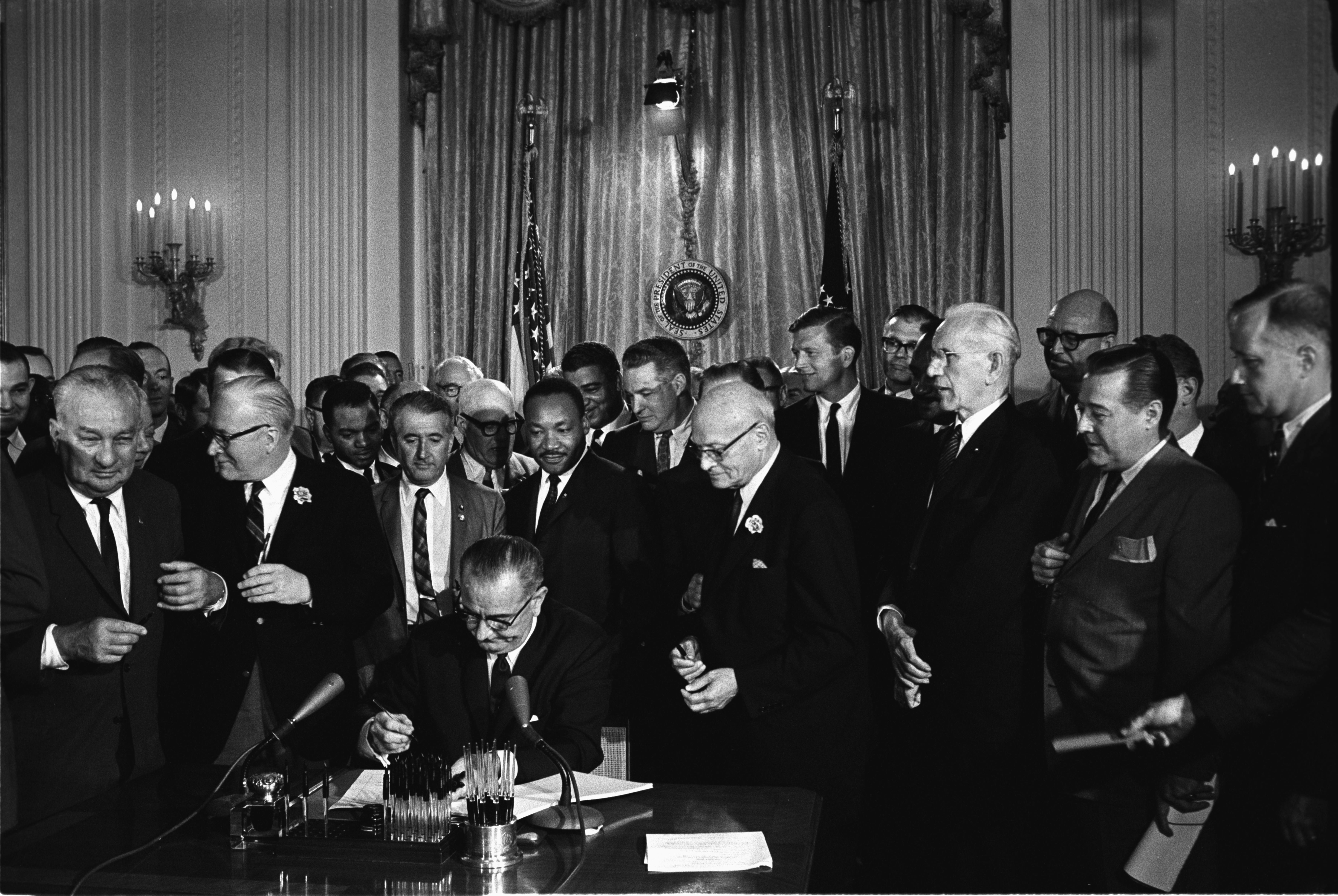
Lyndon B. Johnson signant l'Acta de Drets Civils dels Estats Units el 2 de juliol de 1964.

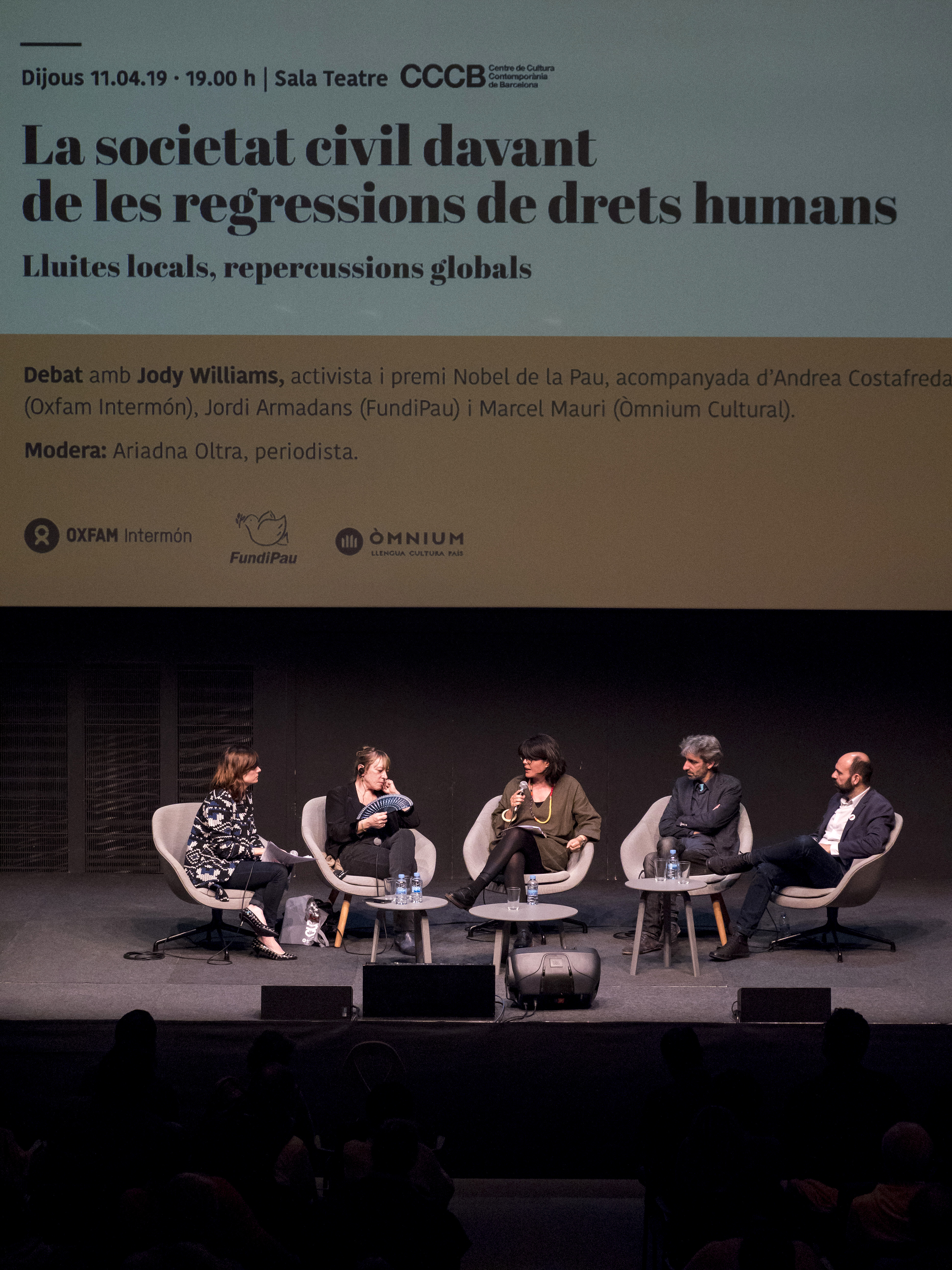
La lluita pel respecte dels drets civils

Els drets civils són drets fonamentals, inherents a la persona i garantits per les constitucions polítiques. El Pacte internacional dels Drets Civils i Polítics es consideren els drets civils bàsics:
- Dret a la integritat de la persona.
- Dret a la llibertat.
- Dret a la personalitat jurídica.
- Dret a la propietat.
- Dret a la seguretat.
- Dret a la vida.
- Dret a un judici just.
- Dret al respecte de la vida privada i familiar.
- Dret d’asil.
- Llibertat d’expressió.
- Llibertat d'opinió.
- Llibertat de circulació.
- Llibertat de consciència.
- Llibertat de culte.
- Llibertat de pensament.
- Llibertat de premsa.
- Llibertat de religió.

Els drets civils, segons la terminologia d'origen anglosaxó, són les proteccions i els privilegis de la llibertat personal donades a tots els ciutadans per llei. Els drets civils es distingeixen dels drets humans o els drets naturals en el fet que aquests són drets que les persones tenen, mentre que els drets humans o naturals són drets que molts intel·lectuals creuen que les persones haurien de tenir. Per exemple, el filòsof John Locke (1632-1704) va proposar la teoria que els drets naturals de la vida, la llibertat i la propietat haurien d'emergir com a drets civils i ser protegits per l'estat com un aspecte del contracte social amb els ciutadans. D'altres han dit que els humans adquirim drets com un regal inalienable de Déu o com un do atorgat per la natural abans que cap govern fos mai format.
Les lleis que garanteixen els drets civils poden ser escrites, derivades de la tradició o implícites. Als Estats Units i a la majoria de països de l'Europa continental, els drets hi són escrits. Als EUA, per exemple, les lleis que protegeixen els drets civils apareixen a la Constitució, en estatuts federals, en les constitucions i estatuts dels estats i fins i tot en els ajuntaments de comtats i ciutats. Al Regne Unit, en canvi, aquests drets són normalment garantits per tradició i no són posats per escrit en cap llei.
Els drets implícits són aquells que un tribunal pot creure que existeixen encara que no estiguin explícitament en la llei escrita o en la tradició, ja que s'interpreta que un dret escrit o costumari ha d'incloure sempre el dret que s'hi implica. Un exemple famós (i polèmic) d'un dret implícit a la Constitució estatunidenca és el dret a la privacitat que la Cort Suprema dels Estats Units trobà al cas de Roe contra Wade.
Els estats i els governs locals poden estendre els drets civils més enllà de la constitució, però no poden llevar cap dret que estigui observat per la mateixa Constitució americana. Per exemple, en algunes ciutats americanes està prohibit per llei discriminar algú basant-se en la seva orientació sexual, així expandint els drets civils dels homosexuals, en canvi, les ciutats que creen districtes escolars de manera que la planificació de districtes discrimina persones per raons ètniques o racials és considerat anticonstitucional. Els estats normalment mantenen els drets civils per sobre de la llei federal, com per exemple l'article 21 de la constitució de l'estat de Maryland, que diu que en un jurat ha de tenir un veredicte unànime per tal de trobar culpable a algú per un delicte.
Exemples de drets i llibertats civils inclouen el dret de protesta pacífica, el dret a la privacitat, el dret a la investigació justa i a un judici en cas de ser sospitós d'un delicte, i els drets generalment més basats en la constitució com el dret al vot, el dret a la llibertat personal, el dret a la vida, el dret a la llibertat de moviment i a les lleis anti-discriminatòries. Amb l'avançament de les societats cap a la redacció de les constitucions formals escrites, alguns dels drets civils més importants foren garantits als ciutadans. Quan aquests foren trobats inadequats, els moviments pels drets civils emergiren com a vehicle per reclamar protecció d'igualtat per a tots els ciutadans i per demanar noves lleis que limitessin els efectes de les discriminacions vigents.
Els drets civils poden referir-se, en un sentit, al tractament de tots els ciutadans com a iguals sense discriminació de cap mena, o es pot referir a les lleis que invoquen demandes de llibertat positiva.

## Terminologia relacionada
El terme drets civils es fa servir sovint com a sinònim de les llibertats civils, encara que la jurisprudència teòrica distingeix entre dret i llibertat. L'arrel de la paraula civil reflecteix l'associació entre un seguit de drets i la noció de ciutadania. El terme drets humans, en canvi, sempre es fa servir per referir-se a un concepte més ampli.
En els sistemes legals de l'antiga Roma, els plebeus i les dones no tenien cap dret a votar, i la propietat era reservada a la patria potestas, és a dir, només el cap de família podia mantenir la propietat. La seva dona, i els seus fills hi eren subjectes i, per tant, no tenien cap dret a la propietat. De manera similar, a les ciutats estat de l'Europa medieval es limitava l'accés a l'estatus de ciutadà i els drets civils que hi eren associats. La pràctica de dividir les societats en referència a la seva classe o casta associa el privilegi amb les capes altes de la societat, el qual vol dir que els drets civils estaven implícitament units a la gent per virtut de la seva ciutadania en un estat.
Avui en dia, en la major part de les societats occidentals es dona per suposat que cada persona té un seguit de drets i llibertats, que són profundament valorats perquè s'associen amb el concepte modern de democràcia. Es diu que aquests drets són els pilars que suporten les societats modernes. Avui en dia, però, la noció de ciutadania guanyada al néixer, pot dependre del lloc on es trobi, així, si un individu es trasllada a un altre país, la quantitat de drets com a ciutadà que li seran garantits dependrà de la seva situació i de les lleis que l'estat on estigui residint li garanteixin.
El terme drets humans no es limita als membres d'un estat com a ciutadà i reflecteix el concepte de drets fonamentals com aquells que tots els éssers humans poden demanar. Així com els drets civils, les llibertats civils i els drets constitucionals són fets servir en el context dels ciutadans d'un estat sobirà, els drets humans són aquells que es fan servir en el context de la llei internacional, dels aparells legislatius supranacionals que poden afectar, o no, directament els estats sobirans, incloent-hi els seus drets civils i la natura dels seus aparells legals. Els drets humans inclouen drets civils. El terme també es pot referir als drets dels refugiats i dels problemes d'aquells que no tenen estat propi. Amb tot, el de
bat sobre l'abast dels drets humans fonamentals és molt més ampli. El jurista Karel Vasak, per exemple, proposa un dret a la pau i el dret a un entorn net com a drets humans fonamentals.